# Apostenus grancanariensis
Apostenus grancanariensis är en spindelart som beskrevs av Jörg Wunderlich 1992. Apostenus grancanariensis ingår i släktet Apostenus och familjen månspindlar.
Artens utbredningsområde är Kanarieöarna. Inga underarter finns listade i Catalogue of Life.